# Palais des congrès de Paris

Palais des congrès in Paris

Das Palais des congrès de Paris ist eine Kongress- und Veranstaltungshalle im 17. Arrondissement von Paris.
Die Halle des Architekten Guillaume Gillet wurde 1974 eröffnet. Sie beherbergt vier Säle: das große Amphitheater (Grande amphithéâtre) mit 3.723 Sitzplätzen und die kleineren Säle Bordeaux, Bleu und Havane. Daneben existieren diverse Konferenzräume und eine Einkaufsgalerie.
Im Palais fanden ab 1976 mehrmals die César-Verleihungen statt und der Concours Eurovision de la Chanson 1978. Die Musicals Starmania, Notre Dame de Paris und Roméo et Juliette, de la Haine à l’Amour hatten hier ihre Uraufführung.
Zu den Künstlern, die im Palais aufgetreten sind, zählen Ray Charles, Liza Minnelli, Bruce Springsteen, Chantal Goya, Sonic Youth, Bob Dylan, Donna Summer, Elton John, Alicia Keys, Serge Lama, Sylvie Vartan, Charles Aznavour und Michel Sardou.